# Резерв Ставки ВГК
Резе́рв Ставки Верховного Головнокомандування   (рос. Резерв Верховного Главнокомандования) — стратегічний резерв Червоної армії у роки Другої світової війни.
Включав знов формовані армійські об'єднання (фронти, армії), з'єднання, а також частини, які були виведені до резерву з лінії фронту. Були створені і окремі армійські підрозділи, підлеглі безпосередньо Ставці ВГК.

## Історія
У 1943 році сформовані штурмові інженерно-саперні бригади РВГК.
У складі артилерії РГК у передвоєнний період передбачалося мати частини наземної і зенітної артилерії. Створення протитанкових частин РГК не передбачалося. Формування 10 протитанкових артилерійських бригад почалося в середині травня 1941 року у західних прикордонних військових округах. Термін остаточної готовності для більшості з них був встановлений до 1 липня 1941 року, що було просто нереально: у частинах не вистачало гармат і транспортних засобів. Через брак протитанкових гармат на озброєння з'єднань, що формувалися, почали поставляти 76-мм і 85-мм зенітні гармати. Перед війною в артилерії РГК були 60 гаубичних і 14 гарматних артилерійських полків, 10 протитанкових артилерійських бригад і декілька окремих дивізіонів. Формування нових і модернізація існуючих дивізіонів продовжувалося всю війну. Якщо в початковий період артилерія РВГК включала 6% від загального числа артилерійських гармат, то наприкінці війни — вже 20%. Ставка ВГК, широко маневруючи артилерійськими формуваннями РВГК, в потрібний момент підсилювала фронти і армії артилерією, завдяки чому забезпечувалося значне підвищення щільності артилерії в оборонних і наступальних операціях.